# Pat Robertson
Marion Gordon Robertson, detto Pat (Lexington, 22 marzo 1930 – Virginia Beach, 8 giugno 2023), è stato un pastore protestante, predicatore e politico statunitense.
Figlio del senatore Absalom Willis Robertson, si è candidato alle primarie del Partito Repubblicano durante le elezioni presidenziali statunitensi del 1988.

## Biografia
Pat Robertson ha studiato alla Washington and Lee University, dove ha conseguito il bachelor of arts in storia nel 1950. Richiamato sotto le armi per la guerra di Corea, al suo ritorno negli Stati Uniti si è iscritto alla Yale Law School, laureandosi in legge nel 1955. Avvicinatosi alla religione in seguito all’incontro con un missionario protestante olandese, si è iscritto al New York Theological Seminary, conseguendo il master of divinity nel 1959. Nello stesso anno ha acquistato la licenza di una stazione televisiva, diventando quindi un telepredicatore.
Nel 1961 è stato consacrato pastore battista e nello stesso anno ha fondato la Christian Broadcasting Network, una rete televisiva cristiano-conservatrice. Dopo essersi candidato alle elezioni primarie del Partito Repubblicano nel 1988, ha abbandonato la politica dopo i risultati delle elezioni nel New Hampshire. Ritornato alla sua attività di telepredicatore, ha lasciato la religione battista, orientandosi verso il movimento carismatico. Nel 1991 ha pubblicato il libro The New World Order, in cui sostiene teorie del complotto antisemite. È stato spesso accusato di islamofobia, attacchi contro ebraismo, induismo e buddhismo, omofobia, integralismo religioso. Fondamentalista cristiano, come altri pastori evangelicalisti come Jerry Falwell, ha affermato che l'11 settembre 2001 e l'uragano Katrina sono state la punizione divina contro gli USA, così come l'AIDS il castigo per i peccati degli uomini. Fautore dello stato confessionale, si è impegnato contro l'aborto, il controllo delle nascite, la contraccezione e contro i diritti LGBT, il femminismo, gli atei e ogni forma di laicità dello Stato. Ha sostenuto posizioni controverse anche in politica estera, come il supporto al dittatore africano Mobutu Sese Seko, a forme di sionismo cristiano e il sostegno ad un eventuale omicidio del presidente venezuelano Hugo Chavez.